# NotebookLM
NotebookLM是Google實驗室推出的一款在线笔记本，NotebookLM内置Gemini，它可以根据用户上传的内容生成摘要、注解和用户想要的答案。 除了文本文件，用戶還可以上傳PDF文档格式 、Google文件、网站和Google簡報 。  此外用戶上傳文件後，NotebookLM可以根據文件內容生成Podcast以及音頻文件，並在Podcast中概述文件內容。
NotebookLM于2023年推出，當時名為Project Tailwind。  史蒂文·约翰逊是NotebookLM开发团队的一員。 